# Fabrizio Capucci
Fabrizio Capucci (Roma, 4 agosto 1939 – Roma, 18 dicembre 2024) è stato un attore italiano.

## Biografia
Fratello dello stilista Roberto Capucci e padre del regista Roberto Capucci, è stato sposato con l'attrice Catherine Spaak, incontrata sul set del film La voglia matta e dalla quale ha avuto una figlia, Sabrina Capucci. È stato per due anni presidente della Viterbese, portandola fino alla finale play-off del campionato di serie C1. Dagli anni '80 fino ai 2000 ha prodotto varie campagne pubblicitarie importanti, tra cui Vodafone, Findus e Alitalia.

## Filmografia
- Tutti innamorati, regia di Giuseppe Orlandini (1959)
- Primo amore, regia di Mario Camerini (1959)
- Il terrore dei barbari, regia di Carlo Campogalliani (1959)
- Labbra rosse, regia di Giuseppe Bennati (1960)
- David e Golia, regia di Ferdinando Baldi (1960)
- La dolce vita, regia di Federico Fellini (1960)
- I bellimbusti (Les godelureaux), regia di Claude Chabrol (1961)
- Parigi di notte, regia di Claude Chabrol (1961)
- Diciottenni al sole, regia di Camillo Mastrocinque (1962)
- L'ammutinamento, regia di Silvio Amadio (1962)
- La voglia matta, regia di Luciano Salce (1962)
- Ultimatum alla vita, regia di Renato Polselli (1962)
- La calda vita, regia di Florestano Vancini (1963)
- La coda del diavolo, regia di Moraldo Rossi (1964)
- Il treno del sabato, regia di Vittorio Sala (1964)
- Amore e arte, episodio di Amore in 4 dimensioni, regia di Gianni Puccini (1964)
- In ginocchio da te, regia di Ettore Maria Fizzarotti (1964)
- Rita, la figlia americana, regia di Piero Vivarelli (1965)
- Non son degno di te, regia di Ettore Maria Fizzarotti (1965)
- Altissima pressione, regia di Enzo Trapani (1965)
- Congiura di spie (Peau d'espion), regia di Édouard Molinaro (1967)
- Radiografia di un colpo d'oro, regia di Antonio Isasi-Isasmendi (1968)
- Quelli della calibro 38, regia di Massimo Dallamano (1976)
- Ridendo e scherzando, regia di Marco Aleandri (1978)

## Doppiatori italiani
- Massimo Turci in Diciottenni al sole, L'ammutinamento
- Elio Pandolfi ne La calda vita
- Oreste Lionello in Amore in 4 dimensioni
- Pino Colizzi in Rita, la figlia americana

## Prosa televisiva Rai
- Alla ricerca della felicità, di Victor Rozov, regia di Guglielmo Morandi, trasmessa il 13 ottobre 1961
- Una bella domenica di settembre, regia di Giacomo Vaccari, trasmessa il 4 maggio 1962.
- Ricordo di due lunedì, regia di Sergio Velitti, trasmessa il 28 ottobre 1964.
- Al telefono, regia di Maurizio Scaparro, trasmessa il 29 maggio 1975.

## Discografia

### 45 giri
- 1964 - Ti credevo felice / Si, questo lo so (ARC AN 4030)